# 相野駅
相野駅（あいのえき）は、兵庫県三田市下相野字五反田にある、西日本旅客鉄道（JR西日本）福知山線（JR宝塚線）の駅である。駅番号はJR-G64。
アーバンネットワークおよび「JR宝塚線」の愛称区間に含まれており、ICOCA（および相互利用対象のICカード）が利用可能。

## 歴史
- 1899年（明治32年）3月25日：阪鶴鉄道の三田駅 - 篠山駅（現在の篠山口駅）間延伸により開業[1]。旅客・貨物の取り扱いを開始[2]。
- 1907年（明治40年）8月1日：国有化により、帝国鉄道庁の駅となる。
- 1909年（明治42年）10月12日：線路名称制定。阪鶴線所属駅となる。
- 1912年（明治45年）3月1日：線路名称改定。阪鶴線の福知山駅以南が福知山線に改称し、当駅もその所属となる。
- 1973年（昭和48年）4月1日：貨物の取り扱いが廃止[2]。
- 1985年（昭和60年）3月14日：荷物扱い廃止[2]。
- 1987年（昭和62年）4月1日：国鉄分割民営化により、西日本旅客鉄道（JR西日本）の駅となる[2]。
- 1988年（昭和63年）3月13日：路線愛称の制定により、「JR宝塚線」の愛称を使用開始。
- 1992年（平成4年）4月1日：篠山口鉄道部発足により、その管轄となる。
- 1998年（平成10年）12月19日：自動改札機を設置し、供用開始[3]。
- 2003年（平成15年）11月1日：ICカード「ICOCA」の利用が可能となる。
- 2009年（平成21年）6月1日：篠山口鉄道部廃止に伴い福知山支社直轄に戻され、篠山口駅の被管理駅となる。
- 2018年（平成30年）3月17日：当駅に駅ナンバリング「JR-G64」が導入され、使用を開始。
- 2021年（令和3年）7月1日：駅業務がJR西日本福知山メンテックからJR西日本交通サービスに移管された。
- 2022年（令和4年）10月1日：組織改正により、全線が近畿統括本部福知山管理部の管轄になり、福知山駅の被管理駅となる。

## 駅構造
2面2線の相対式ホームを有する地上駅になっている。ホーム間の移動には、1980年代前半に設置された跨線橋を使用する。この跨線橋には2006年4月にエレベーターが新設された。各ホームには2007年2月に発車標が設置された。
当駅は集札機能がある自動改札機が設置されており、新三田駅 - 篠山口駅間では唯一の導入駅である。
トイレは改札内にあり、多機能タイプも併設されている。なお、福知山線が単線・非電化だった時代には跨線橋はなく、各ホーム間は構内踏切で連絡していた。
2006年10月21日以降は、JRの直営からJR西日本福知山メンテックによる業務委託駅となっていたが（篠山口駅の管理下）、2021年7月1日より、JR西日本交通サービスに移管された。

### のりば
| のりば | 路線     | 方向 | 行先               |
| ------ | -------- | ---- | ------------------ |
| 1      | JR宝塚線 | 下り | 篠山口・福知山方面 |
| 2      | JR宝塚線 | 上り | 宝塚・大阪方面     |

- 上表の路線名は旅客案内上の名称（愛称）で表記している。

## ダイヤ
日中は大阪方面・福知山方面とも、1時間あたり2本が停車する（丹波路快速または区間快速）。朝晩は少し本数が多くなり、JR東西線経由の電車や、ラッシュ時には一部の特急『こうのとり』も停車する。
1997年3月8日から2003年11月30日までの間は、夕方に新三田駅 → 篠山口駅間で当駅のみ停車する速達型の快速も運行されていた。

## 利用状況
当駅には神姫バスの複数の路線（後述）が乗り入れており、当駅からさらにバスに乗り継いで通勤・通学する乗客も多い。なお、三木市民、加東市民、丹波篠山市民の一部も当駅を利用している。
兵庫県統計書及び三田市統計書によると、近年の1日平均乗車人員は以下の通りである。
| 年度   | 1日平均 乗車人員 |
| ------ | ---------------- |
| 1995年 | 4,202            |
| 1996年 | 4,286            |
| 1997年 | 4,320            |
| 1998年 | 4,317            |
| 1999年 | 4,182            |
| 2000年 | 4,110            |
| 2001年 | 4,002            |
| 2002年 | 3,915            |
| 2003年 | 3,951            |
| 2004年 | 4,057            |
| 2005年 | 4,022            |
| 2006年 | 4,085            |
| 2007年 | 4,044            |
| 2008年 | 4,038            |
| 2009年 | 3,954            |
| 2010年 | 3,903            |
| 2011年 | 3,861            |
| 2012年 | 3,798            |
| 2013年 | 3,796            |
| 2014年 | 3,627            |
| 2015年 | 3,591            |
| 2016年 | 3,548            |

## 駅周辺
田畑が多いが、駅前や県道沿いにはまとまった住宅地がある。
- 相野郵便局
- あいの病院
- 湊川短期大学[1]
- 三田松聖高等学校[1]
- ガーデンタウン[1]
- JA兵庫六甲 藍支店
- しい茸ランドかさや
- 兵庫県道141号黒石三田線
- 兵庫県道182号相野停車場線
- 兵庫県道309号福住三田線
- 兵庫県道315号下相野森線

## バス路線
30系統・31系統・32系統・33系統・34系統のみウイング神姫（旧神姫グリーンバス）、その他は神姫バスが運行。停留所名は「相野駅」で、いずれも駅舎前のロータリーに発着している。
- 38系統（三田特急線）：三宮バスターミナル
- 53系統：北摂三田高校前・三田西陵高校前 ※休校日を除く平日朝の1本のみ
- 55系統（準急）：新三田駅 / 北摂三田高校前
- 38系統・51系統・53系統・55系統：つつじが丘北口
- 51系統：大川瀬大滝
- 30系統：立杭陶の郷・兵庫陶芸美術館
- 31系統・32系統・33系統：清水・清水寺
- 34系統：こんだ薬師温泉
- 直通：藍小学校 ※休校日を除く平日朝の1本のみ

## 隣の駅
西日本旅客鉄道（JR西日本）
 JR宝塚線（福知山線）
- 特急「こうのとり」一部停車駅

■丹波路快速・■快速・■区間快速・■普通
広野駅 (JR-G63) - 相野駅 (JR-G64) - 藍本駅 (JR-G65)